# دونا (دهانه)
خطا
دونا یک دهانه برخوردی در ماه‌ است.